# ده‌نو (درب قاضی)
ده‌نو یک روستا در ایران است که در دهستان درب قاضی شهرستان نیشابور واقع شده‌است.